# Lillian Drew
Lillian Drew (Chicago, 1883 – Chicago, 4 febbraio 1924) è stata un'attrice statunitense del teatro musicale e del cinema muto.
Sposata a E.H. Calvert, era conosciuta con il soprannome The Lily of the Essanay.

## Biografia
Stella della commedia musicale dell'inizio Novecento, Lillian Drew lavorò anche per il cinema, girando insieme al marito E.H. Calvert numerosi film per la Essanay, una casa di produzione che aveva la sua sede a Chicago, città natale dell'attrice. La sua bruna bellezza le valse il soprannome di The Lily of Essanay. Nella sua carriera, che sarebbe durata fino al 1923, girò circa una novantina di pellicole.
Nel 1920, ebbe un grave esaurimento nervoso che la portò a lasciare gli schermi. Apparve solo in un ultimo film nel 1923, Children of Jazz. Al momento della morte, avvenuta il 4 febbraio 1924 per avvelenamento da Veronal, si stava riprendendo da un brutto incidente d'auto e dalla rottura con il marito.

## Filmografia
- The Broken Heart, regia di Harry McRae Webster (1913)
- The Scratch (1913)
- The Spy's Defeat, regia di Harry McRae Webster (1913)
- Anonymous Love (1913)
- The Forbidden Way (1913)
- The World Above (1913)
- Broken Threads United (1913)
- A Matter of Dress (1913)
- The Lost Chord (1913)
- The Testing Fire, regia di Richard Travers (1914)
- The Fourth Proposal, regia di Robert Z. Leonard (1914)
- The Other Girl, regia di E.H. Calvert (1914)
- Hear No Evil (1914)
- Luck in Odd Numbers (1914)
- Shadows
- The Three Scratch Clue (1914)
- The Price of His Honor (1914)
- Blind Man's Bluff (1914)
- Finger Prints (1914)
- The Countess (1914)
- The Epidemic (1914)
- The Fable of the 'Good Fairy' (1914)
- A Night with a Million
- The Night Hawks
- One Wonderful Night, regia di E.H. Calvert (1914)
- Mrs. Billington's First Case
- The Fable of the Manoeuvres of Joel and Father's Second Time on Earth, regia di E. Mason Hopper (1914)
- The Other Man (1914)
- In the Glare of the Lights
- The Fable of the Long Range Lover and the Lallypalooze (1914)
- The Unplanned Elopement
- The Servant Question (1914)
- Beyond Youth's Paradise
- The Fable of the Club Girls and the Four Times Veteran (1914)
- Every Inch a King
- The Girl from Thunder Mountain
- The Battle of Love
- The Way of the Woman
- The Conflict (1915)
- The Gallantry of Jimmy Rodgers
- The Creed of the Clan
- The Fable of Elvira and Farina and the Meal Ticket, regia di Richard Foster Baker (1914)
- The Fable of the Bachelor and the Back-Pedal (1915)
- Mr. Buttles
- The Other Woman's Picture
- The Fable of the Busy Man and the Idle Woman (1915)
- The Turn of the Wheel (1915)
- The Snow-Burner
- A Lesson in Romance
- The Secret's Price
- Vengeance (1915)
- The Clutch of Circumstance, regia di E.H. Calvert (1915)
- Vain Justice
- Jane of the Soil
- A Mansion of Tragedy
- Tish's Spy
- Affinities, regia di E.H. Calvert (1915)
- In the Palace of the King, regia di Fred E. Wright (1915)
- The Great Deceit
- The Reaping, regia di E.H. Calvert (1915)
- Fifty-Fifty, regia di Clem Easton (1915)
- The Woman with a Rose
- Vultures of Society
- Joyce's Strategy
- The Last Adventure, regia di E.H. Calvert (1916)
- A Return to Youth and Trouble
- The Secret of the Night
- My Country, 'Tis of Thee
- A Million for a Baby
- The Woman Always Pays (1916)
- Money to Burn, regia di E.H. Calvert (1916)
- His Moral Code, regia di E.H. Calvert (1916)
- The Little Brown Mole (1916)
- Dancing with Folly
- Wife in Sunshine
- The Magic Mirror, regia di E.H. Calvert (1917)
- Shifting Shadows
- Desertion and Non-Support
- Ashes on the Hearthstone, regia di E.H. Calvert (1917)
- The Extravagant Bride
- The Pallid Dawn
- The Wifeless Husband
- Meddling with Marriage
- Please Be My Wife
- Uneasy Money, regia di Lawrence C. Windom (1918)
- Ruggles of Red Gap, regia di Lawrence C. Windom (1918)
- Children of Jazz, regia di Jerome Storm (1923)